# 网皱纹蛤
网皱纹蛤（学名：[Periglypta reticulata] 错误：{{Lang}}：文本有斜体标记（帮助）），又名山水簾蛤或月網目簾蛤，是帘蛤目帘蛤科皱纹蛤属的一种。

## 分佈
主要分佈於马来西亚、印度尼西亚、中国大陆、台湾及阿拉伯東部。常栖息在潮间带岩礁。